# Aristida chaseae
Aristida chaseae, es una rara especie de gramínea perteneciente a la familia de las poáceas. Es originaria de Puerto Rico, donde se localiza en dos lugares: el Refugio nacional de vida silvestre de Cabo Rojo y la Sierra Bermeja. Se encuentra en una lista federal de especies en peligro de extinción de los Estados Unidos. No puede competir con otras especies introducidas de hierbas, tales como Brachiaria subquadripara, que están invadiendo su hábitat.

## Descripción
Es una hierba perennifolia que produce una mata de tallos de hasta medio metro de altura o un poco más alto. Las plantas que se producen en los suelos profundos de Cabo Rojo tienden a ser más robustas que los que crecen en los suelos más pobres de la Sierra Bermeja. Las plantas de Cabo Rojo se producen en hábitat de pastizales decosta, y los de la Sierra crecen en suelos arcillosos ácidos con muchos afloramientos rocosos. El desarrollo humano de la Sierra Bermeja es una amenaza potencial para la hierba y muchas otras especies de plantas endémicas.

## Taxonomía
Aristida chaseae fue descrita por Albert Spear Hitchcock y publicado en Contributions from the United States National Herbarium 22(7): 575. 1924.
Etimología
El nombre del género proviene del latín Arista o del griego Aristos (cerdas, o aristas del maíz). 
chaseae: epíteto